# Pterolophia hybrida
Pterolophia hybrida là một loài bọ cánh cứng trong họ Cerambycidae.